# Batalla d'Inab
La batalla d'Inab, també dita batalla d'Ard al-Hâtim o de Fons Muratus, es lliurà el 29 de juny del 1149, durant la Segona Croada. L'exèrcit musulmà comandat per l'atabeg Nur-ad-Din Mahmud destruí les forces combinades del príncep d'Antioquia, Ramon i les de la secta dels hashshashins comandades per Ali ibn Wafa. Com a resultat el Principat d'Antioquia fou sotmès a pillatge i reduït en extensió per la frontera oriental.

## Context
Després de la mort del pare de Nur-ad-Din, Zengi I el 1146, Ramon d'Antioquia envaí la vulnerable província d'Alep (que formava part de l'imperi Seljúcida), i que estava sotmesa a amenaces constants per les potències que l'envoltaven. Nur-ad-Din Mahmud havia establert la seva autoritat a Alep i havia reeixit en defensar Edessa l'any 1147, llavors envaí Antioquia a finals del 1148 i assetjà Afamiya. Ramon el foragità i capturà el comboi de subministraments. Quan tornà, uns mesos després, per atacar Yaghra, Ramon comandant un petit exèrcit el forçà a retirar-se a Alep.
El juny del 1149, Nur-ad-Din envaí Antioquia i assetjà la fortalesa d'Inab, amb el suport d'Únur de Damasc i un escamot de turcmans. Nur-ad-Din tenia una tropa d'uns 6.000 homes, la majoria a cavall. Ramon i el seu veí cristià, el comte Joscelí II d'Edessa, havien estat enemistats des que Ramon no li envià una tropa per aixecar el setge del 1146. Joscelí fins i tot feu un pacte amb Nur-ad-Din en contra de Ramon. Per la seva banda, Ramon II de Trípoli i la regent, Melisenda de Jerusalem refusaren ajudar el príncep d'Antioquia. Això no obstant, el príncep d'Antioquia se sentia confiat perquè ja havia derrotat dues vegades a Nur-ad-Din, i sortí a lluitar pel seu compte, sense cap suport cristià. L'exèrcit que tenia estava format per 400 cavallers i 1.000 membres d'infanteria.

## Batalla
El príncep Ramon s'alià amb Alí ibn Wafa, líder de la secta musulmana dels hashshashins, que també era enemic de Nur-ad-Din. Abans de tenir totes les forces disponibles reunides, Ramon i el seu aliat iniciaren l'expedició militar. Atònit per la feblesa de l'exèrcit del príncep Ramon, l'atabeg pensà al començament que es tractava d'un escamot d'avantguarda i que el gros de l'exèrcit arribaria aviat. En veure apropar-se les forces combinades, Nur-ad-Din aixecà el setge d'Inab i fugí. En comptes de quedar-se a prop de la fortalesa, Ramon i Ibn Wafa acamparen a camp obert. Quan els guaites de Nur-ad-Din informaren que els seus adversaris havien acampat en un lloc tan exposat i que no arribaven reforços, l'atabeg ràpidament ordenà envoltar-los durant la nit.
El 29 de juny, Nur-ad-Din atacà i destruí l'exèrcit d'Antioquia. Quan es presentà l'oportunitat d'escapar, el príncep preferí quedar-se amb els seus soldats. Segons la crònica, Ramon era «un home d'immensa estatura» i es defensava «tallant de dalt abaix tot el que trobava a la seva vora». Malgrat tot, tant Ramon com Ibn Wafa acabaren morts, i també Reinald de Marash, el primer marit d'Agnès de Courtenay. Només uns pocs cristians escaparen al desastre. Gran part del territori d'Antioquia quedà llavors a mercè de Nur-ad-Din, que podia així controlar la ruta cap a la Mediterrània.

## Després de la batalla

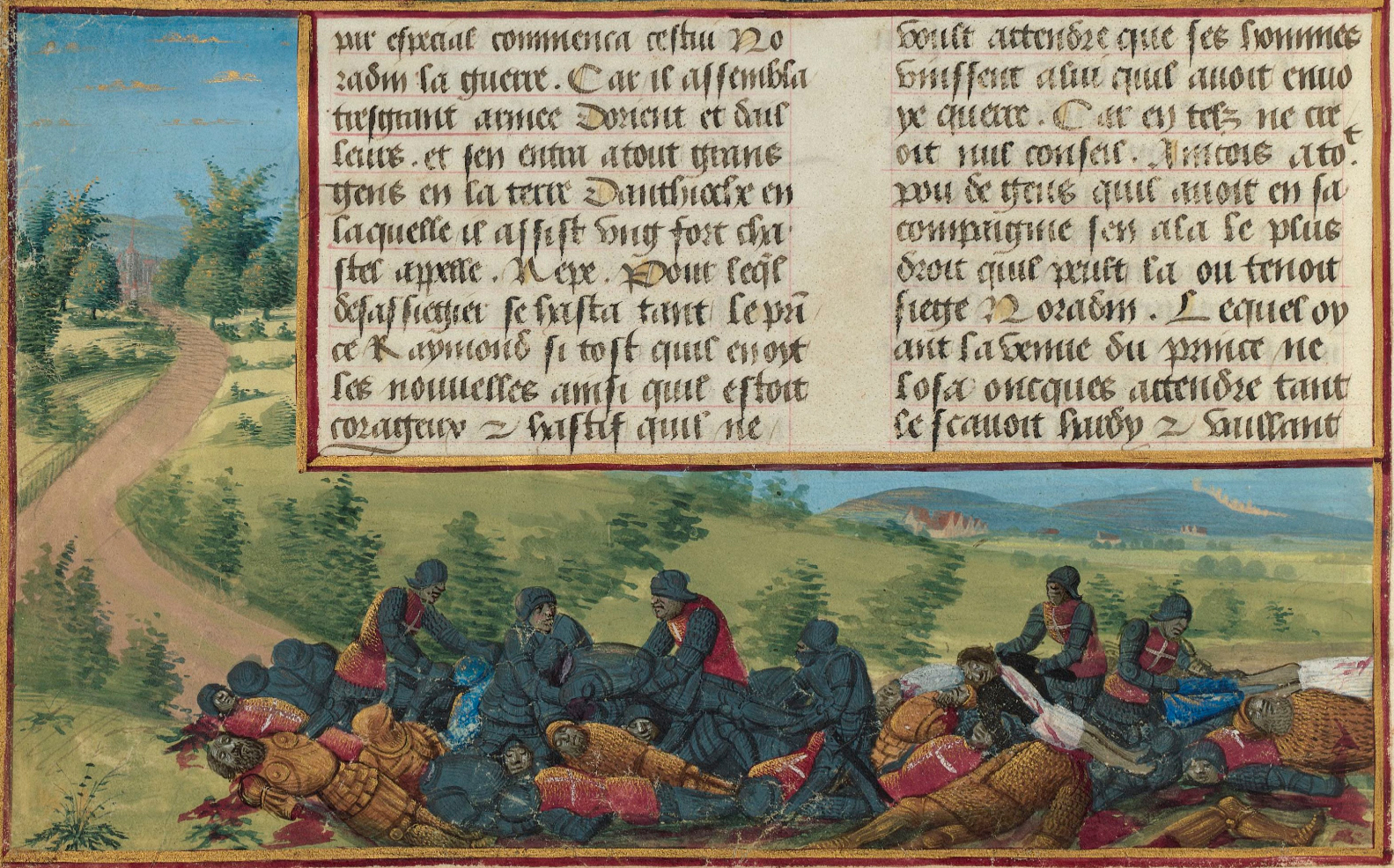
Recuperació del cos de Ramon d'Antioquia després de la batalla, en una il·lustració del llibre del "Passages d'outremer".

Obtinguda la victòria a Inab, Nur-ad-Din capturà els castells d'Artah, Harim i ‘Imm, que protegien els camins d'arribada a Antioquia. Harim no seria recuperada fins al 1157, però no de manera permanent fins al 1164. Després envià la major part del seu exèrcit a assetjar Afamiya, efectuà pilatge per tota la regió i a continuació muntà setge a Antioquia, que estava gairebé indefensa a causa de les baixes en la batalla d'Inab. A la ciutat l'opinió estava dividida entre rendir-se o unir-se al petit grup de resistència comandat per la vídua del príncep Ramon, Constança i el patriarca Aimery de Limoges. Finalment es decidiren a pagar per fer fora Nur-ad-Din amb bona part dels diners aportats pel patriarca. Nur-ad-Din marxà cap a la costa com a demostració del seu domini, però deixà vigilant un petit grup de soldats per evitar que no arribessin reforços en suport dels cristians d'Antioquia. Durant el trajecte cap a la mar, anà fent pillatge tot el camí, devastà les terres del monestir de Sant Simeó Estilita i després s'uní a l'exèrcit que assetjava Afamiya.
En rebre la notícia que el rei Balduí III de Jerusalem avançava cap al nord amb un grup de templers en suport d'Antioquia, Nur-ad-Din demanà obrir negociacions. La frontera entre Antioquia i Alep es tornà a traçar a benefici de Nur-ad-Din, acordat això cada exèrcit marxà als respectius llocs. Joscelí quedava en situació d'extrem perill amb la mort del príncep Ramon i, de fet fou capturat per Nur-ad-Din el 1150; els ciutadans cristians del Comtat d'Edessa, conscients d'això emigraren cap a altres estats del Regne de Jerusalem.

## Valoració
Amb la victòria d'Inab, Nur-ad-Din esdevingué un heroi per al món islàmic. La seva conquesta no fou només territorial, sinó que formà part d'una jihad: fundà escoles islàmiques i mesquites a Alep i expulsà els que considerava heretges del territori guanyat, especialment els xiítes.
Des del punt de vista dels perdedors, es valora en general com una gran pèrdua. El cronista Guillem de Tir donà la culpa d'aquesta derrota al príncep Ramon per haver actuat precipitadament. Un historiador modern ha comparat el desastrós resultat d'aquesta batalla amb la de l'Ager Sanguinis, la pitjor batalla de la dècada anterior. Un altre opina que no s'hauria d'incloure com a part de la Segona Croada, ja que fou un esdeveniment aïllat i, per tant, a un context de disputes territorials diferent.